# Pleurotus ostreatoroseus
Pleurotus ostreatoroseus är en svampart som beskrevs av Singer 1961. Pleurotus ostreatoroseus ingår i släktet Pleurotus och familjen musslingar.   Inga underarter finns listade i Catalogue of Life.